# Történetek a Hurokból
A Történetek a Hurokból (eredeti cím: Tales from the Loop) 2020-ban megjelent amerikai sci-fi dráma televíziós sorozat, amelyet  Nathaniel Halpern alkotott meg Simon Stålenhag svéd művész retrofuturisztikus festményei alapján. A sorozat 2020. április 3-án debütált az Amazon Prime Video-n, zenéjét Philip Glass szerezte.

## Cselekmény
A Történetek a Hurokból egy képzeletbeli ohiói kisvárosban, Mercerben játszódik, ahol a központi helyszín egy földalatti kísérleti kutatóközpont. A sorozat antológia jellegű, egymáshoz csak gyengén kapcsolódó epizódjaiban egy-egy városlakó története kerül a középpontba, akik kapcsolatba kerülnek a kísérletek során létrejött különleges eszközök valamelyikével, legyen szó az ember halálának időpontját megjósoló, vagy időutazást, testcserét, esetleg az idő megállását okozó  tárgyakról. Ugyanakkor a sci-fi elemek ellenére a lassú, melankolikus történetek középpontjában végig a drámai elemeken marad a hangsúly.

### Főszereplők
| Szereplők | Színész          | Epizód |
| --------- | ---------------- | ------ |
| Loretta   | Rebecca Hall     | 1.     |
| Jakob     | Daniel Zolghadri | 2.     |
| May       | Nicole Law       | 3.     |
| Russ      | Jonathan Pryce   | 4.     |
| Ed        | Dan Bakkedahl    | 5.     |
| Gatis     | Ato Essandoh     | 6.     |
| George    | Emjay Anthony    | 7.     |
| Cole      | Duncan Joiner    | 8.     |

## Epizódok
| Sor. | Év. | Cím                         | Rendező          | Író               | Premier                            |
| --- | --- | --------------------------- | ---------------- | ----------------- | ---------------------------------- |
| 1. | 1.  | A Hurok (Loop)              | Mark Romanek     | Nathaniel Halpern | 2020. április 3. 2021. április 11. |
| Egy Loretta nevű kislány az ohiói Mercerben él a közeli ,,Loop" elnevezésű kutatóközpontban dolgozó édesanyjával. Egy félresikerült kísérlet következtében a lány egy rejtélyes lebegő kővel együtt a jövőbe kerül, ahonnan jövőbeli önmaga és fia segítségével próbál hazajutni.                     |     |                             |                  |                   |                                    |
| 2. | 2.  | Transzpozíció (Transpose)   | So Yong Kim      | Nathaniel Halpern | 2020. április 3. 2021. április 11. |
| A második epizód főszereplője Loretta fia, Jakob, aki barátjával, Dannyvel az erdőben egy nagy méretű üreges gömböt talál. Amikor bemásznak, a testük megcserélődik. Megegyeznek, hogy egy napra kipróbálják, milyen a másik bőrében lenni, de Danny elhatározza, hogy nem cseréli vissza a testüket. |     |                             |                  |                   |                                    |
| 3. | 3.  | Sztázis (Stasis)            | Dearbhla Walsh   | Nathaniel Halpern | 2020. április 3. 2021. április 11. |
| Egy ázsiai származású lány, May egy eszközt talál, amelynek segítségével meg lehet állítani az időt. A lány barátjával, Ethannal egy megdermedt pillanatba költözik. |     |                             |                  |                   |                                    |
| 4. | 4.  | Visszhanggömb (Echo Sphere) | Andrew Stanton   | Nathaniel Halpern | 2020. április 3. 2021. április 11. |
| A kutatóközpont vezető tudósa, Russ megmutat unokájának, Cole-nak egy bunkerszerű fém tárgyat, amely annyiszor visszhangozza vissza az ember kiáltását, ahány évtized maradt hátra az életéből. Kiderül, hogy a tudós hamarosan meg fog halni.                                                        |     |                             |                  |                   |                                    |
| 5. | 5.  | Irányítás (Control)         | Tim Mielants     | Nathaniel Halpern | 2020. április 3. 2021. április 11. |
| Fia tragédiája után Danny apja, Ed paranoiásan félteni kezdi süketnéma kislánya életét. Egy nagy robotot vesz, hogy megvédje a lányt. |     |                             |                  |                   |                                    |
| 6. | 6.  | Párhuzam (Parallel)         | Charlie McDowell | Nathaniel Halpern | 2020. április 3. 2021. április 11. |
| A kutatóintézet portása, Gatis egy lebegő traktor szerelése közben véletlenül átkerül egy párhuzamos valóságba, ahol ottani önmagával és annak élettársával találkozik. |     |                             |                  |                   |                                    |
| 7. | 7.  | Ellenségek (Enemies)        | Ti West          | Nathaniel Halpern | 2020. április 3. 2021. április 11. |
| A hetedik epizód főszereplője George, akit gyerekkorában a barátai egy szigeten hagynak, ahol megsebesül a karja. A fiú egy robottal találkozik. A seb elfertőződik és George elveszíti a karját, amelyet egy robotkarral pótolnak. Miután felnő, a férfi visszatér a szigetre megkeresni a robotot.  |     |                             |                  |                   |                                    |
| 8. | 8.  | Otthon (Home)               | Jodie Foster     | Nathaniel Halpern | 2020. április 3. 2021. április 11. |

## Gyártás

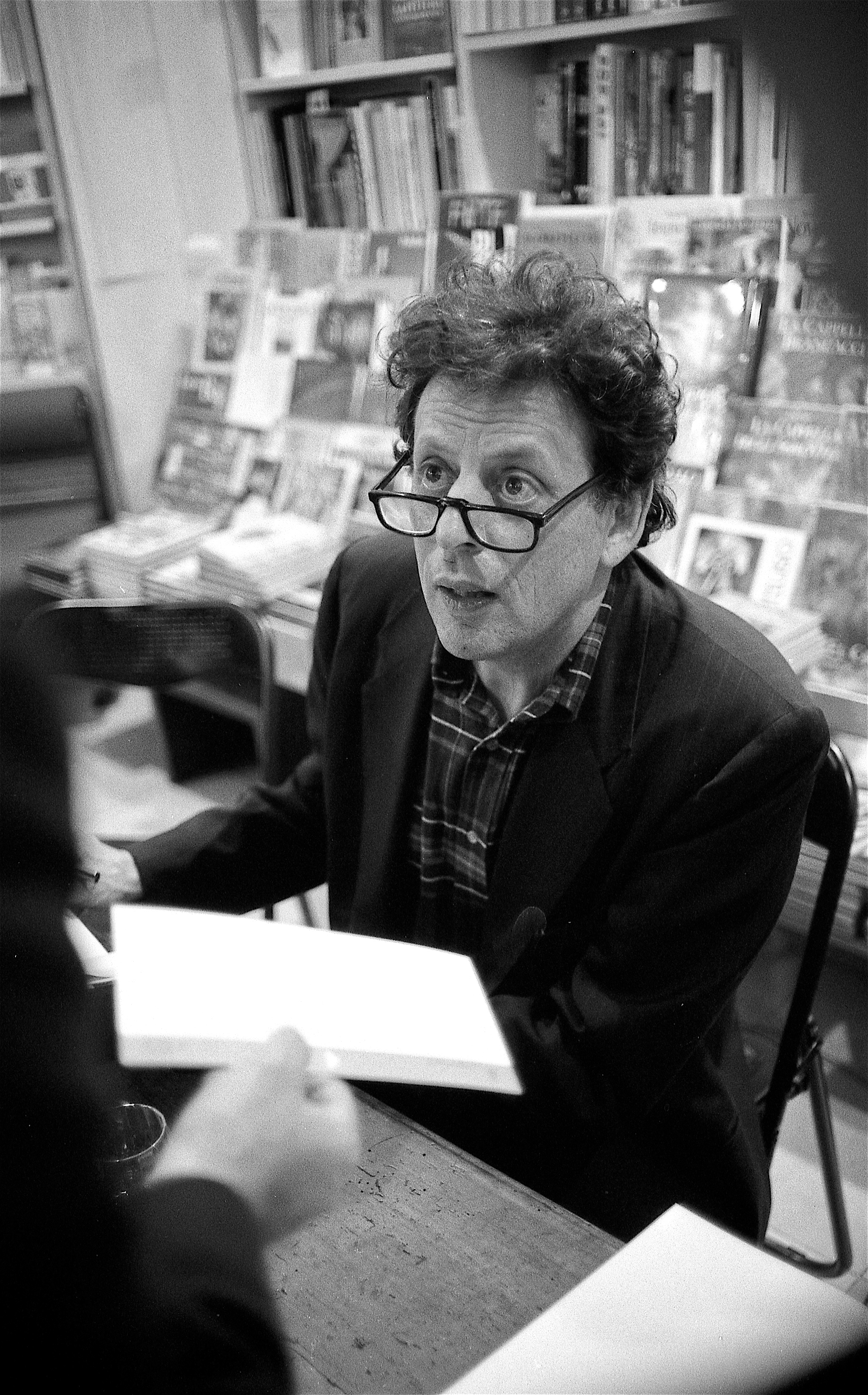
Philip Glass, a Tales from the Loop zeneszerzője

Simon Stålenhag svéd festő Mesék a hurokból című könyve 2014-ben jelent meg, a művész legismertebb munkái közé tartozik. A képeskönyv rajzain az 1980-as évek vidéki svéd tájai jelennek meg, amelyben különféle furcsa robotok, lények és monumentális roncsok kapnak helyet. A sorozat adaptációban a táj ugyanúgy pasztellszínekben jelenik meg, mint az eredeti festményeken és a háttér díszleteiben folyamatosan felbukkannak a képek konkrét elemei. A festmény-jelleg megőrzésére végig törekedtek a forgatás során, 2020-ban Emmy-díjra is jelölték a Tales from the Loopot a legjobb vizuális effektusok kategóriában. A sorozat írója az antológia szerűen különváló történetek megírása során inspirációként felhasználta Sherwood Anderson Winesburg, Ohio című könyvének elemeit is. Az alkotók saját bevallása alapján a filmre hatott Krzysztof Kieślowski,  Ingmar Bergman, valamint  Andrej Tarkovszkij munkássága is.
Az Amazon 2018. július 17-én jelentette be, hogy berendeli az első évadot a sorozatból. A producerek Matt Reeves, Adam Kassan, Rafi Crohn, Nathaniel Halpern, Mark Romanek, Mattias Montero, Adam Berg, és Samantha Taylor Pickett lettek. Matt Reeves rendezőként is részt vett a munkában, az első epizód fűződik a nevéhez. A film gyártásában az Amazon Studios-on kívül részt vett a 6th & Idaho és a Touchstone Television is.

## Fogadtatás
A sorozat első évadja kritikai siker lett, a Rotten Tomatoes oldalán 85%-on áll, a Metacritc pedig 68/100 pontra értékelte.
A magyarországi hírportálokon több kritika is megjelent a sorozatról. A 24.hu újságírója, Scheirich Zsófia a néző empatikus énjére ható sorozatként értékelte a művet, amely a sci-fi elemeket a szereplőkben zajló belső történések kiemelésére használja fel és letisztult, csöndes melankóliájával emelkedik ki. Az Index kritikája a Tales from the Loopban megjelenő generációs különbségeket, valamint az amerikai helyszín ellenére jelenlevő skandináv, európai hangulatot emelte ki.